# Doppelherme des Sokrates und Seneca

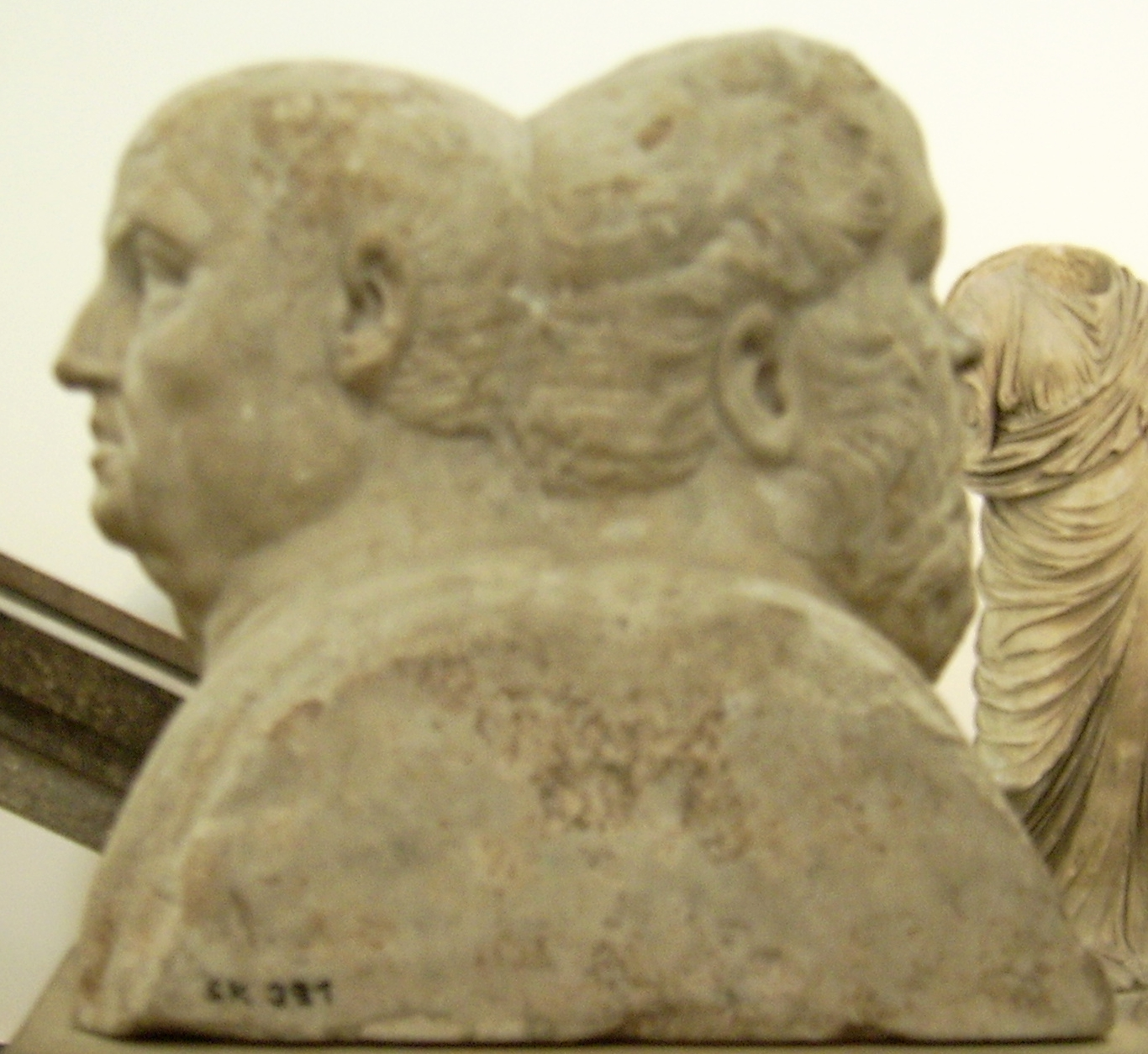
Doppelherme des Sokrates und Seneca

Die römische Doppelherme des Sokrates und Seneca aus der ersten Hälfte des 3. Jahrhunderts gehört heute zur Antikensammlung in Berlin.
Die Doppelherme wurde 1813 auf dem Caelius in Rom, auf dem Gelände der Villa Mattei/Villa Celimontana bei der Kirche S. Maria in Domnica gefunden, 1878 wurde sie von Wolfgang Helbig für die Berliner Museen erworben. Nach dem Zweiten Weltkrieg wurde das Stück bis zur Zusammenführung und Neuordnung beider Berliner Antikensammlungen im Zuge der Wiedervereinigung im Pergamonmuseum ausgestellt, seitdem im Alten Museum am Lustgarten.
Die Berliner Doppelherme ist von besonderer Wichtigkeit für die Forschung, da sich hier das einzig gesicherte Bildnis Senecas zuweisen lässt. Die Zuweisung erfolgt aufgrund einer lateinischen Beischrift auf der (von Seneca aus gesehen) rechten Seite der Büste, Sokrates wird durch eine Inschrift in griechischer Sprache identifiziert. Die Zuweisung an Sokrates kann durch weitere Sokratesporträts als gesichert angesehen werden, auch wenn viele andere Porträts weniger grobschlächtig ausfallen. Das Seneca-Porträt hingegen dient heute zur Identifizierung anderer Porträts und Statuen. Am Hinterkopf sind beide Philosophen verbunden, die Brustteile sind hermenförmig zugeschnitten. Doppelhermen waren in der antiken Kunst eine mehrfach wiederkehrende Darstellungsform. In Griechenland wurden sie im öffentlichen Raum, im Römischen Reich im privaten Raum ausgestellt. Somit ist hier die Kombination der beiden Philosophen den persönlichen Neigungen des Auftraggebers geschuldet, auch wenn nicht klar ist, warum ausgerechnet diese beiden Philosophen verbunden wurden. Möglicherweise hat es mit beider Tod durch Gift zu tun. Die Präsentation von Philosophen in Doppelhermen war ebenso wie die von Dichtern die häufigste Form dieser Kunstgattung. Die gegenüberstellende Präsentation ist auch aus der Literatur, etwa in Form der Doppelbiografien des Plutarch, bekannt.
Beide Männer haben über der jeweiligen linken Schulter einen für Philosophen und Rhetoren üblichen Mantel liegen, Sokrates trägt zusätzlich ein Untergewand. Der bärtige Sokrates ist, wie es aus der schriftlichen Überlieferung und aus anderen Porträts bekannt ist, in satyrhafter Form wiedergegeben. Seneca hingegen ist rasiert und mit einer Stirnglatze dargestellt. Wegen der weit geöffneten Augen und der hochgezogenen Brauen ist seine Stirn in Falten gelegt. Der kleine, volllippige Mund liegt tief im Gesicht eingebettet. Es wird angenommen, dass das Seneca-Bildnis auf ein Werk zurückgeht, das zwischen den Jahren 50 und 60, also noch zu Lebzeiten des Philosophen, entstanden ist.